# Фосснаккен
Фосснаккен (нем. Foßnacken) — это природно-территориальный (ландшафтный) комплекс в Германии с классификационным номером 3371.11 (земля Северный Рейн-Вестфалия, у города Фельберт).

## Общая характеристика
Фосснаккен представляет возвышенную гряду, расположенную на востоке городской территории Фельберта к югу от города Эссен, поднимающуюся над урезом реки Рур от 55 до 242 метра абс. высоты. Как и большинство других возвышенных гряд Бергско-Меркишского холмистого низкогорья, Фосснаккен протягивается с юго-запада на северо-восток, ответвляясь на западе от Фельбертской возвышенности (порядковый номер 3371.10). На востоке Фосснаккен ограничивается ручьём Дайльбах. В геологическом отношении возвышенная гряда представлена пустыми верхнекарбоновыми глинистыми сланцами с включениями граувакки.
Фосснаккен исторически представляет из себя центральную часть бывшего одноименного административного сельского региона (Bauerschaft Voßnacken). Ныне это название закрепилось за одним из административных районов (Vossnacken) города Фельберт. Вдоль возвышенности проходит улица Ниренхофер-штрассе (Nierenhofer Straße) (часть земельной дороги L 427), представляющая историческое значение, как участок старинной малой торговой дороги «Светлый путь» (Hellweg), называвшейся здесь Хилинки-вег (Hilinciweg). Фосснаккен (происходящее от слова Фухснаккен (Fuchsnacken), или, по-русски, «Лисий затылок») сначала принадлежал дворянам Харденберга (Herrschaft Hardenberg), затем, с 1808 года, муниципалитету Харденберга, а позже сельской канцелярии бургомистра Харденберг-Невигес (Bürgermeisterei Hardenberg). В 1895 году, во время проведения административно-территориальной реформы, часть Фосснаккена вместе с сельской администрацией Дильдорф (Bauerschaft Dilldorf) отошла к общине Купфердре, ныне городскому району Эссена.
Современное сельское хозяйство Фосснаккена сформировалось как на крутых, частично залесённых склонах, так и на более выровненных вершинах возвышенности. Только на юге его историческая часть Фосскуле (Voßkuhle) относится к административному округу Лангенберг (Langenberg (Rheinland)) города Фельберт.